# Graphania lata
Graphania lata là một loài bướm đêm trong họ Noctuidae.